# Liste der Biografien/I
Liste der Biografien |
Portal Biografien |
Personensuche
# |
A |
B |
C |
D |
E |
F |
G |
H |
I |
J |
K |
L |
M |
N |
O |
P |
Q |
R |
S |
T |
U |
V |
W |
X |
Y |
Z |
?
 
Ia |
Ib |
Ic |
Id |
Ie |
If |
Ig |
Ih |
Ii |
Ij |
Ik |
Il |
Im |
In |
Io |
Ip |
Iq |
Ir |
Is |
It |
Iu |
Iv |
Iw |
Ix |
Iy |
Iz
Die Liste der Biografien führt alle Personen auf, die in der deutschsprachigen Wikipedia einen Artikel haben. Dieses ist eine Teilliste mit 6 Einträgen von Personen, deren Namen mit dem Buchstaben „I“ beginnt.

## I
- I Made Mangku Pastika (* 1951), indonesischer Gouverneur
- I, Sam-pyeong († 1655), Vater des Imari-Porzellan
- I, Yanji (1955–1992), japanische Schriftstellerin
- I-F, niederländischer Musiker und DJ
- I-Roy (1944–1999), jamaikanischer Reggae-Musiker
- I-Wolf (* 1972), österreichischer Musiker